# یواس‌اس هالاوا (ای‌اوجی-۱۲)
یواس‌اس هالاوا (ای‌اوجی-۱۲) (به انگلیسی: USS Halawa (AOG-12)) یک کشتی بود که طول آن ۲۵۵ فوت (۷۸ متر) بود. این کشتی در سال ۱۹۲۹ ساخته شد.